# Nevada City (California)
Nevada City è una località degli Stati Uniti d'America, capoluogo della contea di Nevada, nello stato della California.
La città è stata fondata su 7 colli: Piety, Lost, Prospect, Aristocracy, Boulder, Nabob, e Buckeye Hills.

## Monumenti e luoghi d'interesse
- National Exchange Hotel, storico hotel costruito nel 1856.[1]

## Amministrazione

### Gemellaggi
- Penzance